# Лозанна
Лоза́нна (фр. Lausanne [loˈzan], франкопров. Losena [lɔˈzəna]) — город на юго-западе Швейцарии, столица франкоязычного кантона Во и административный центр округа Лозанна.
Население — 138,6 тыс. человек (май 2013 года), четвёртый по величине город страны. Иммигранты составляют 40 % населения. В пределах агломерации проживает 336,4 тыс. человек (2010 год). Расположена в Романдии, на террасных холмах у северного берега Женевского озера, в 62 км от Женевы.
Лозанна носит звание «Олимпийской столицы» мира. Здесь располагаются штаб-квартиры Международного олимпийского комитета и многочисленных международных спортивных федераций. Местонахождение Спортивного арбитражного суда и Верховного суда Швейцарии. Имеются университет, политехническая школа и бизнес-школа IMD. Основной вид общественного транспорта — троллейбус; действует единственное в стране метро.
Исторический центр к северу от вокзала опутан сетью кривых и крутых улочек. На холме Ситэ средневековый замок Сен-Мер и готический собор Нотр-Дам; в Нижнем городе церковь святого Франциска; на площади Палю старинная ратуша. Реки убраны в подземные коллекторы, мосты сухопутны. К югу от вокзала набережная Уши́.
В древности на месте Лозанны существовало поселение, в I веке до н. э. получившее римское название Лузонна. С VI века была епископским городом под властью европейских государств. В XVI веке после завоевания Берном вошла в Швейцарский союз, введена Реформация. В 1803 году стала столицей кантона Во.

## История
Древнейшие следы пребывания человека на территории Лозанны относятся к VI тысячелетию до н. э. Основными занятиями первобытных людей в лесах на берегу Женевского озера были охота и собирательство. В XX веке на месте их обитания были обнаружены захоронения с останками, уложенными на левом боку. Ко II тысячелетию до н. э. относятся найденное оружие, изделия из керамики и бронзы; следы кремации при погребении усопших; а также глинобитные хижины с соломенной крышей.

### Лузонна
Название предположительно происходит от кельтского личного имени, значение которого является спорным. Согласно одной из версий, оно происходит от слова Lausa, означающее плоский камень. По другой версии от кельтского личного имени Lousius и dun — укрепление, крепость. Название древнеримского поселения было открыто в 1739 году.
На месте современной Лозанны в древности существовало поселение гельветов, располагавшееся на холме. В 58 году до нашей эры Юлий Цезарь покорил земли гельветов. К 15 году до н. э. относится первое упоминание о построенном римлянами военном лагере, который они назвали Lousonna (Lausodunum). Римское поселение располагалось в 200 метрах от берега Женевского озера (ныне городской район Види). Местность лежала на важном перекрёстке торговых путей, связывавших через альпийский перевал Большой Сен-Бернар Италию с Галлией. Лузонна имела размеры 1,2 км длины и 250 метров ширины, площадью около 20 га. Численность населения достигала 2-х тысяч человек. В поселении имелся порт, форум, базилика и театр. Основу населения составляли купцы, рыбаки и ремесленники. Кроме военной функции город выполняла роль торгового порта, связанного с гужевым транспортом. Через Лузонну велась торговля амфорой из Средиземноморья, а также с Женевой. Во II веке поселение достигло наивысшего расцвета. Роль прибрежной Лузонны стала падать из-за постоянных вторжений германских племён в III веке, разрушивших город около 260 года.
В середине IV века, в связи с участившимися германскими вторжениями, город на этом месте был заброшен и передвинулся на лежащие выше над озером более безопасные холмы. Поселение на холме Ситэ получило название римской Лузонны. Руины римского поселения у озера стали использоваться в качестве каменоломни.

### Епископский город
В VI веке земли Лозанны вошли в состав Франкского государства. В том же веке построена первая церковь в честь Святого Фирса, и в Лозанну из Аванша, пришедшего в упадок, была перенесена кафедра епископа Ма́рия Аваншского. После него в Лозанне сменилось более 50 епископов, правившие городом почти тысячу лет до Бернского завоевания 1536 года. В это же время в окрестностях Ситэ возникает Нижний город.
После распада империи Карла Великого в IX веке город оказался в королевстве Бургундии. В городском соборе проходила коронация и погребение бургундских королей. Постепенно они предоставили епископам широкую власть над светскими делами, в частности право взимания пошлин, штрафов и чеканки монет. В это время в городе появилась площадь Палю, улица Бур, церковь Святого Лаврентия. В X веке составлялись анналы Лозанны.
С 1032 года после угасания бургундской династии город вместе с Бургундией вошёл в состав Священной Римской империи. Епископы Лозанны наделены статусом имперских князей. В течение двух последующих столетий город пребывал в состоянии анархии: епископы и знать конфликтовали друг с другом. В XII веке земли Лозанны и Женевы отошли немецкому роду Церингенов. В это время по периметру городу были построены укрепительные стены, простоявшие до XIX века. В Лозанне поселились доминиканцы и францисканцы, которые занялись виноградарством. В конце XII века открыты больницы святого Иоанна и святого Николая.
В 1218 году земли современного кантона Во отошли во владения графов Савойских, Лозанна же осталась епископским городом. В пожаре 8 августа 1219 года было разрушено 1374 дома. В том же году численность населения Лозанны достигла своего пика — 9 тысяч человек, после чего до XVII века город пребывал в упадке. В 1224 году произошёл конфликт между епископом и горожанами. Во 2-й половине XIII века в городе появились новые монастыри: францисканцев в 1258 году, аббатство цистерцианцев в 1267 году, доминиканцев в 1280 году. С 1282 по 1313 годы вспыхивали вооруженные конфликты между епископом и горожанами. В 1360 году сделана первая запись нотариуса.
Во время вспышек чумы в 1348 и 1360 годах вымерло до 1/3 населения города. В пожаре 1368 года сгорела большая часть города. В 1337 году составлена первая перепись налогоплательщиков. В 1405 году в пожаре выгорели кварталы Пон и Палю. В 1472—1476 годах лозаннским епископом служил Джулиано делла Ровере, позднее ставший папой Римским. Во время Бургундских войн в 1475—1476 годах Лозанна была осаждена и разграблена войсками Швейцарской Конфедерации при участии Берна, Фрибура и Золотурна. 6 июля 1481 года произошло объединение Ситэ и Нижнего города, состоящего из кварталов Палю, Бур, Пон и Сан-Лоран, в один город. В 1497 году основан монастырь кармелитов. В 1525 году был заключён оборонительный союз с Берном и Фрибуром. В 1527 году произошло объединение архивов Ситэ и Нижнего города в ратуше на площади Палю, которая стала центром общественной жизни. В 1529 году учреждена должность бургомистра.
В конце XVI — середине XVII веков в городе проходила охота на ведьм. С XV века проходили процессы над ведьмами. В 1479 году в городе проходил процесс над жуками. В 1669 году в Лозанне зажжён последний костёр.

### Бернский период
В средние века управление осуществлялось лозаннским епископатом и герцогами Савойи, но во время Реформации доступ савойцев к территории современного кантона Во был блокирован Женевой и в 1536 году город перешёл под власть герцогов Берна, под контролем которых он и оставался до 1798 года. Власть епископов была упразднена, последний лозаннский епископ Себастьян де Монфалькон бежал в Савойю. После чего Лозанна утратила политическое значение, превратившись в провинциальный город. Отныне Лозанной управлял наместник Берна, занявший бывшую резиденцию епископов замок Сен-Мер. Кроме него действовал городской совет. С 1536 по 1559 годы в Лозанне проповедовал Реформацию Пьер Вире.
В 1698 году по результатам проведённой переписи населения в городе насчитывалось свыше 6 тысяч жителей, в том числе более тысячи беженцев гугенотов. К концу XVIII века Лозанна стала 5-м по величине городом Швейцарии. 31 марта 1723 года произошло народно-освободительное восстание против власти Берна под предводительством майора Давеля. Городской совет не поддержал восставших и вызвал войска из Берна. После подавления восстания Давель был казнён.
В 1737 году в Лозанне была учреждена консистория. В 1766 году в городской ратуше состоялся концерт Моцарта. После революции во Франции многие французские дворяне эмигрировали в кантон Во. В 1795 году проходило строительство набережной в Уши. До XIX века в Лозанне говорили на франкопровансальском языке.
7 июля 1791 года сторонники независимости кантона Во праздновали вторую годовщину взятия Бастилии, после чего последовали аресты. Амадей Лагарп, приговорённый к смертной казни, бежал во Францию. 22 ноября 1797 года горожане приветствовали Наполеона, проезжавшего через Лозанну.

### Кантональная столица
В результате Наполеоновских войн 24 января 1798 года в Лозанне была провозглашена Леманская республика. С 12 апреля 1798 года по 1803 год входила в состав Гельветической республики. 19 февраля 1803 году Лозанна с населением в 9965 жителей стала столицей образованного кантона Во, присоединившегося к Швейцарской Конфедерации.
Летом 1803 года с принятием кантонального закона о муниципальной власти в Лозанне был учреждён городской совет, состоящий из 17 членов. В письме императору Александру I от 1805 года Лагарп называл Лозанну уродливым и неприятным городом. В 1816 году в городе свирепствовали эпидемия оспы и голод, вызванный похолоданием климата на континенте. В 1841 году на средства художника Луи Арло открыт первый художественный музей города. В 1846 году появились первые газовые фонари. В 1856 в город пришла железная дорога.
В начале 1919 года Лозанна, наряду с Женевой, рассматривалась как место размещения штаб-квартиры будущей Лиги Наций.
В 1922—1923 годах в Лозанне состоялась международная конференция по мирному урегулированию. В 1932 году прошла Лозаннская конференция, на которой было принято соглашение о выкупе Германией своих репарационных обязательств по итогам Первой мировой войны. С 1932 по 1937 годы город переживал Великую депрессию. В 1949 состоялась международная конференция, целью которой было завершение арабо-израильской войны и урегулирование конфликта в Палестине.
В 1964 году в городе проходила швейцарская национальная выставка Expo64. В 1989 году в Лозанне прошёл конкурс песни «Евровидение».

## Физико-географическая характеристика
Лозанна, как другие крупные города Швейцарии, расположена в Средней полосе страны — на склоне Швейцарского плато у северного берега Женевского озера, в 62 км северо-восточнее Женевы. Лозанна также находится на границе винодельческих районов Лаво и Ля-Кот. В окрестностях расположена курортная зона — Водуазская Ривьера.
Как и в остальной Швейцарии, действует часовая зона Центральноевропейского времени. Смещение относительно Всемирного координированного времени зимой составляет +1:00, летом +2:00 часа.
Площадь города — 41,37 км². Городская застройка в 1997 году занимала 42,9 % площади, леса — 39,6 %, сельскохозяйственные угодья — 17,3 %. Лозанну можно обойти пешком: протяжённость города в широтном и меридианном направлениях составляет всего около четырёх километров.
Высота земли уровнем моря составляет от 373 до 871 метров (порт Уши́ — 374 м, центр — 495 м, аэропорт Блешерет — 600 м). За крутой холмистый рельеф Лозанну называют швейцарским Сан-Франциско. Самая высокая точка — Шале-а-Гобе, 872 метра над уровнем моря, расположенная в горах Жора.
Город с трёх сторон граничит с Западно-Лозаннским округом, округами Горос-де-Во и Орон. К западной границе примыкают 5 муниципальных образования округа Лозанна: Шезо-сюр-Лозан, Эпалэнж, Жутен-Мезери, Мон-сюр-Лозан, Романель-сюр-Лозан. Лозаннский район Вернанд образует эксклав к западу от города.
Через город протекают четыре реки, входящие в бассейн Роны: Флон, Лув, Вюашер и Рьёле. Когда-то Флон протекал по ущелью в центре города по ходу современной улице Централь. До XIX века реки Флон и Лув были сточными канавами города. К настоящему времени реки Флон и Лув убраны в подземные тоннели. В реку Вюашер впадают воды Рьёле и Флона, который частично уходит в систему городской ливневой канализации. В северной части подземного паркинга на площади Рипон открыта часть подземного русла и можно увидеть протекающий Флон. Южная часть города ограничена устьями рек Вюашер и Шамберон. На берегу Женевского озера в черте города расположены парки, пляжи, набережная, небольшой порт и гавани для стоянки яхт.

### Климат
Климат Лозанны континентальный, испытывающий влияние Атлантического океана.
Средняя температура в течение года колеблется от +3 °C зимой до +20 °C летом. Экстремальные температуры могут достигать от −10 °C до +37 °C. Продолжительность солнечного сияния: 1763 часов в году. Среднегодовая скорость ветра: 1,8 м/с. Среднегодовая относительная влажность: 71,7 %. Город расположен в 8-й зоне морозостойкости.
Северо-восточный ветер под действием азиатского антициклона приносит с собой холодный воздух. Юго-западный ветер с Атлантики приносит влажные воздушные массы. Сухой ветер местного происхождения фён оказывает охлаждающее воздействие. Близость Женевского озера смягчает температуру воздуха зимой и охлаждает её летом.
Зима относительно холодная. Снег выпадает с декабря по март. Самый сухой месяц года — февраль. Лето тёплое, с изменчивой погодой. Максимум осадков приходится на август. Осень сухая и солнечная, приходит в сентябре — начале октября.
| Показатель                             | Янв. | Фев. | Март | Апр. | Май  | Июнь | Июль | Авг. | Сен. | Окт. | Нояб. | Дек. | Год  |
| -------------------------------------- | ---- | ---- | ---- | ---- | ---- | ---- | ---- | ---- | ---- | ---- | ----- | ---- | ---- |
| Средний суточный максимум, °C          | 3,5  | 5,2  | 8,7  | 13,0 | 17,3 | 21,1 | 24,2 | 23,1 | 19,5 | 14,1 | 7,9   | 4,3  | 13,5 |
| Средняя температура, °C                | 1,3  | 2,8  | 5,5  | 9,2  | 13,3 | 16,6 | 19,3 | 18,4 | 15,4 | 10,9 | 5,4   | 2,1  | 10,0 |
| Средний суточный минимум, °C           | −0,5 | 0,5  | 2,7  | 5,6  | 9,4  | 12,7 | 15,1 | 14,6 | 12,1 | 8,4  | 3,7   | 0,6  | 7,1  |
| Норма осадков, мм                      | 89   | 78   | 84   | 86   | 107  | 117  | 95   | 116  | 96   | 92   | 99    | 93   | 1150 |
| Температура воды, °C                   | 4,9  | 4,7  | 7,6  | 12,8 | 15,7 | 17,0 | 17,0 | 18,2 | 16,6 | 12,3 | 9,2   | 6,7  | 11,9 |
| Источник: meteosuisse.ch bafu.admin.ch |      |      |      |      |      |      |      |      |      |      |       |      |      |

## Символика
Печать города представляет собой щит, состоящий из горизонтальных полос красного цвета внизу и белого наверху. Допускается вариант украшения щита львами по бокам, держащих в передних лапах щит и корону. Логотип города, утверждённый муниципалитетом в 1998 году, представляет собой расположенные под косым углом к горизонту семь красных шаров с надписью названия города под ними. Флаг города представляет собой прямоугольное полотнище из двух горизонтальных полос: верхней — белого и нижней, бо́льшая по объёму, — красного цветов.
На монетах, чеканившихся в Лозанне с дозволения бургундского короля Рудольфа III с начала XI века, изображался равносторонний крест. Герб города XVII века часто изображался в виде трёх щитов: наклонённых друг к другу двух одинаковых щитов, состоявших из двух горизонтальных полос белого и красного цветов, сверху на них опирался щит с изображением двуглавого орла Священной Римской империи чёрного цвета на жёлтом фоне. В качестве варианта — украшение герба двумя львами, опирающихся задними лапами на два нижних щита и держащих передними лапами верхний щит и императорскую корону на ним. В XIX веке имперский символ орла был заменён на швейцарский крест.

## Население
Лозанна — четвёртый по величине город Швейцарии и второй на Женевском озере. Население в мае 2013 года составило 138 634 человек.
40 % жителей Лозанны не имеют швейцарского гражданства (2011 год), в том числе португальцы — 7 %, французы — 7 %, итальянцы — 5 %, испанцы — 3 %, косовары — 1 %, сербы и черногорцы — 1 % и прочие. По языковой принадлежности: 79% франкоязычных жителей, 4 % немецкоязычных, 4 % италоязычных. В 2008 году на 840 новорожденных коренных швейцарцев приходилось 623 новорожденных от родителей иностранцев.
Возрастная структура в 2009 году состояла из 19,1 % детей и подростков (до 19 лет), 16,8 % молодёжи (до 29 лет), 43,1 % лиц зрелого возраста (до 59 лет), 20,1 % стариков и 0,9 % долгожителей (от 90 лет).
В 2000 году насчитывалось всего 7925 жилых зданий, 45,9 % из которых приходились на многоквартирные и 23,1 % на частные дома. Наибольшее количество частных домов было построено в период с 1919 по 1945 годы, многоквартирных — до 1945 года. В многоквартирных домах наибольшее распространение получили 3-комнатные квартиры. Средняя стоимость съёма однокомнатной квартиры в 2003 году составила 597 франков.

### Агломерация
Согласно Федеральному управлению статистики Швейцарии в состав агломерации Лозанны (фр. Agglomération de Lausanne) входит 70 коммун кантона Во. Население агломерации, пятой по величине в стране, составляет 336,4 тыс. человек (2010 год).
В рамках 27 коммун кантона Во с 2007 года реализуется проект агломерации Лозанна-Морж (фр. сокращённо PALM) с населением 278 тыс. человек. В агломерации проживает 40 % всего населения кантона. Её центральными городами признаны Лозанна, Морж, Ренан и Пуи. Проект агломерации создан для совместного планирования дорожно-транспортной инфраструктуры, жилой застройки и снижения загрязнения окружающей среды. Среди приоритетов — развитие общественного транспорта, сохранение зелёных насаждений, предотвращение дальнейшего расползания жилой застройки и её уплотнение. Реализация проекта агломерации рассчитана до 2023 года, его бюджет на условиях софинансирования конфедерации запланирован в размере 1,6 млрд швейцарских франков. В частности, к 2017 году планируется запуск туристического трамвая, который свяжет центр Лозанны с Ренаном.
Проект франко-швейцарского метрополитенского района Métropole Lémanique с населением около 1,2 млн человек включает территории кантонов Во, Женева и прилегающих к Женеве урбанизированных районов Франции. В 2007 году правительства двух кантонов подписали хартию о приверженности проекту трансграничной агломерации, в 2011 году кантоны подписали договор о разработке и реализации проекта, который должен укрепить вес и конкурентоспособность региона на берегах Женевского озера. Основанием для развития двухстороннего сотрудничества послужили проблемы, с которыми сталкиваются города и кантоны в таких областях как транспортное сообщение, жилищное строительство, землепользование и инфраструктура в условиях сложившихся юрисдикций (конфедерации, кантонов и муниципалитетов). Новое территориальное образование рассматривается в качестве второго экономического района Швейцарии после Цюриха.

## Власть
Лозанна является столицей кантона Во. В городе размещаются органы управления кантона Во, а с 1875 года — Верховный суд Швейцарии.
Местное самоуправление состоит из представительного органа — городского совета из 100 членов, избираемых проводятся по системе пропорционального представительства на 5 лет, и исполнительного органа — мэрии, состоящей из 7 членов во главе с председателем.
Мэрия состоит из 7 управлений, в состав которых входит 37 профильных подразделений. Мэром в 2011 году в третий раз избран член партии зелёных Даниель Брела, срок полномочий которого заканчивается в 2016 году. Места в городском совете распределились следующим образом: 29 социалистов, 24 либерала, 20 зелёных, 14 членов центристов и 13 левых.
Расходы городского бюджета на 2012 год запланированы в размере 1,8 млрд швейцарских франков.
Среди дипломатических учреждений: консульства Австрии, Боливии, Марокко, Панамы, Сенегала, Финляндии, Франции, Швеции, Эквадора; генеральные косульства Италии, Коста-Рики, Филиппин; ассоциация испанского языка и культуры в Лозанне и испанское бюро труда; почётное консульство России.
С 1964 года людям, прославившим своим творчеством город (а также кантон), присуждается награда Премия Лозанны.
Город-побратим:  Осиек, Хорватия, с 1993 года.
Почётными гражданами города признаны российский посол в Швейцарии Иоанн Каподистрия, меценат русского происхождения Габриэль Рюмин, хирург Сезар Ру, врач Марк Дюфур, 28-й президент США Вудро Вильсон, польский пианист Ян Падеревский, основатель современных Олимпийских игр Пьер де Кубертен, писатель Шарль Рамю, главнокомандующий швейцарской армией в годы Второй мировой войны Анри Гизан, пианист Альфред Корто, скульптор-анималист Эдуард Сандоз, дирижёр Эрнест Ансерме, президенты Швейцарии Пьер Грабер и Жорж-Андре Шевалла, французский хореограф Морис Бежар.

## Экономика
Крупнейшими работодателями города являются Клинический центр университета Лозанны, администрация города и правительство кантона. Другие крупные организации — университет и компания TL, управляющая общественным транспортом.
Сферу услуг составляют банки, страховые компании, управление, транспорт и туризм. Промышленность города сосредоточена в сфере строительства, машиностроении, металлообработки, производстве продуктов питания и табака, точной механики, электроники и оптики, а также графических работ, печати и издательского дела.
В Лозанне размещаются штаб-квартиры ряда крупных компаний: производителя упаковочного оборудования Bobst Group, медицинской компании AGEN Holding, финансового брокера Compagnie financière Tradition, медиакомпании Edipresse, инвестиционной энергетической компании EOS Holding, производителя компьютерной периферии Logitech, производителя ювелирных изделий Golay-Buchel Holding, управляющей компании Landolt & Cie, рекламной PubliGroupe, страховой Vaudoise Assurances, оперативный офис табачного гиганта Philip Morris International, а также кантонального банка BCV.
В Лозанне ежегодно проходит международные выставки микротехнологий, часового и ювелирного мастерства; выставка домашних животных Animalia, фестиваль японского аниме и манги Polymanga, выставка рестораторов Gastronomia, выставка современной медицины Mednat, ярмарка антиквариата Antiques Fair и другие.
В 2011 году Лозанна вошла в первую десятку самых дорогих городов мира для иностранцев, опередив Лондон и Париж. Самая низкая заработная плата составляет 4,2 тысяч франков в месяц в гостинично-ресторанной сфере; самая высокая — 10 тысяч франков в финансовом секторе.
По количеству преступлений на душу населения Лозанна занимает второе место в Швейцарии после Женевы.

### Олимпийская столица
В Лозанне сосредоточены ключевые учреждения по управлению олимпийским движением и международным спортом, в том числе Международный спортивный арбитражный суд, Всемирный союз олимпийских городов, штаб-квартиры Международного олимпийского комитета с 1915 года, европейского представительства Всемирного антидопингового агентства, а также 20 международных спортивных федераций, в том числе волейбола, гимнастики, гребли, настольного тенниса, фехтования, Международного союза конькобежцев; Международной авиационной федерации. Кроме того, под Лозанной находятся штаб-квартиры Международного союза велосипедистов, Международной мотоциклетной федерации и УЕФА.
Для сотрудничества спортивных федераций в 2006 году совместными усилиями Олимпийского комитета, кантональных и муниципальных властей создан Международный дом Спорта. С 2000 года функционирует Международная академия спортивной науки и техники в области образования и научных исследований. В 1994 году Лозанна получила звание «Олимпийской столицы» мира. Спортивный сектор экономики обеспечивает около 1400 рабочих мест и приносит CHF 200 млн дохода в год.

## Коммунальная инфраструктура
Электроэнергия для города производится в основном на гидроэлектростанции в Лаве на реке Роне в 60 км к югу от Лозанны, на которую приходится около 40 % электроэнергии в летний период и 25 % в зимний; работающей на природном газе ТЭЦ «Пьер-де-План», открытым в 2006 году мусоросжигательным заводом «Тридель» мощностью 160 тысяч тонн мусора в год, а также солнечными батареями. Для покрытия дефицита электроэнергия приобретается у других производителей на швейцарском и европейском рынках.
Компания SI-REN была учреждена муниципалитетом в 2009 году для развития возобновляемых источников энергии: солнечной, ветряной, геотермальной и энергии биомассы. Лозанна входит в европейскую ассоциацию по энергоэффективности муниципалитетов Energy Cities.
Централизованное теплоснабжение распространяется в здания в виде горячей воды через сеть подземных трубопроводов общей протяжённостью 100 км.
Первая водонасосная станция была открыта в 1932 году в Лютри. Источники водоснабжения Лозанны находятся за чертой города: 60% воды забирается из Женевского озера на водозаборах в Лютри и Сен-Сюльпис, 15 % из озера Бре в нескольких километрах к востоку от города, 25 % из других источников. Независимо от источника вода подвергается обеззараживанию хлором. Протяжённость водопроводных сетей — 337 км. Объём потребляемой воды составляет 12,6 млн м³ в год.
Городские канализационные очистные сооружения, расположенные в черте города в районе Види, были введены в эксплуатацию в 1964 году. Перерабатывают около 45 млн м³ сточных вод в год. Распределителем природного газа, преимущественно норвежского происхождения, выступает швейцарская компания Gaznat.

## Транспорт
Лозанна — крупный транспортный узел на юге Швейцарии. С давних времён через город проходила дорога, связывающая Женеву с Берном. Региональный аэропорт Блешерет расположен на северной окраине города. Ближайший международный аэропорт находится в Женеве. Пароходство CGN осуществляет пассажирские перевозки по всем городам Женевского озера как в туристических целях, так и для переправы.
- автомагистраль A1: проходит из Женевы на север к Боденскому озеру через Берн, Цюрих и Санкт-Галлен. На территории города пересекается с европейскими автомобильными маршрутами E 23 E 62.
- автомагистраль A5: выходит из Лозанны параллельно автодороге А1 на север в Невшатель и Аргау.
- автомагистраль A9: проходит из кантона Во на юго-восток в кантон Вале.

### Железнодорожный
С железнодорожного вокзала Лозанны отправляются пассажирские и высокоскоростные поезда в 4-х направлениях Швейцарии: на Берн, Женеву, Ольтен и Домодоссолу; а также поезда сети TGV на Париж и Милан. Вокзал расположен между Женевским озером и центром города.
Современное здание вокзала в стиле модерн было построено в 1916 году на месте прежнего вокзала, построенного в 1856 году. Здание принадлежит и эксплуатируется Швейцарскими железными дорогами. Действует также грузовая станция Себейон.
С подземной станции Лозанна-Флон отправляются пригородные электропоезда на Бершер. Линия проходит по узкоколейной железной дороге протяжённостью 24 км, открытой в 1872 году. В пределах города расположена также станция Лозанна-Шодерон. Поезда, курсирующие на линии Лозанна — Бершер, обслуживаются железнодорожной компанией LEB. Пассажиропоток в 2010 году составил 2,9 млн человек.
К 2016 году планируется запуск железнодорожного сообщения RER, которое свяжет Лозанну с Женевой и приграничными районами Франции.

### Общественный транспорт
Общественный транспорт состоит в основном из троллейбусов, а также автобусов, метро и пригородных поездов. Системой общественного транспорта управляет компания TL, крупнейшим владельцем которой является муниципалитет.
Длина маршрутной сети составляет 173 км; парк подвижного состава в 2009 году насчитывал 58 троллейбусов, 35 сочленённых троллейбусов; 7 автобусов, 59 сочленённых автобусов, 6 двухэтажных автобусов, 24 автобуса, работающих на сжиженном природном газе; за год по городу перевезено 93 млн пассажиров. Подвижной состав общественного транспорта имеет бело-синюю расцветку.
Лозаннский троллейбус образует старейшую и крупнейшую в Швейцарии сеть. Он был открыт в 1932 году и постепенно заменил собою трамвай, курсировавший с 1896 по 1964 годы. На 10 маршрутах работают как одиночные, так и сочленённые троллейбусы. Из-за холмистого рельефа города трамвай считается не выгодным и медлительным видом транспорта для Лозанны. Между Флоном и Ренаном к 2018 году планируется построить трамвайную линию.
Лозаннский метрополитен — единственный в Швейцарии. Лозанна - самый малочисленный город в мире, имеющий метрополитен. Метрополитен имеет 2 линии; поезда состоят из двух вагонов. Линия М1, открытая в 1991 году, представляет собой лёгкое метро и напоминает скоростной трамвай, состоит из 15 станций. Линия М2 (проект был одобрен на референдуме) была открыта в 2008 году, заменив ранее существовавший фуникулёр. Линия длиной около 6 км проходит в основном под землёй, перепад высот составляет 375 метров, состоит из 14 станций, время в пути из конца в конец составляет 18 минут. Поезда на линии движутся на шинном ходу без мотора под силой гравитации и управляются автоматикой без машиниста. Планируется разработка проекта линии М3, которая свяжет городской аэропорт Блешерет с железнодорожным вокзалом. Прокат велосипедов организован сетью самообслуживания Velopass и железнодорожным вокзалом Лозанны.

## Образование
В Лозанне действует 5 начальных и 7 средних общеобразовательных школ. Среди профессиональных и высших учебных заведений: Международная академия спорта науки и техники, институт государственного управления, педагогический колледж, школа коммуникаций, маркетинга и связей с общественностью Polycom, школа танца «Рудра», профессиональные школы бизнеса, электроники, делового администрирования, социальной педагогики и здравоохранения, медицинская, инженерная школы; а также консерватория, музыкальная, театральная, художественная школы.
- Университет Лозанны (UNIL) основан в 1890 году. Берёт начало с образования «Лозаннской школы» в 1537 году, позднее превратившаяся в Академию Лозанны. В 1970—1990-е годы университет переехал из исторического центра в западный пригород Дориньи. Лекции проводятся в основном на французском языке. Состоит из 7 факультетов: наук о Земле и окружающей среде, биологии и медицины, права и уголовного правосудия, бизнеса и экономики, социальных и политических наук, искусств, теологии и религиоведения, отделения гуманитарных и математических наук. Действует центр по исследованию рака. В университете обучается свыше 11 тысяч студентов, работает около 2-х тысяч преподавателей. Кантональная и университетская библиотека насчитывает почти 2 млн документов[72].
- Федеральная политехническая школа Лозанны (EPFL) основана в 1946 году. Вместе с университетом располагается в пригороде Дориньи. Состоит из 7 факультетов: фундаментальных наук; естественных наук и инженерных методов; окружающей природной среды и экологической инженерии; информатики и систем связи; биологии; гуманитарных и общественных наук; управления. В учебном заведении обучается свыше 8 тысяч студентов[73], работает около тысячи преподавателей[74]. Бюджет вуза составляет почти 735 млн швейцарских франков (2010 год)[75].
- Международный институт управленческого развития (IMD) — международная бизнес-школа, основана в 1990 году. Ориентирована на работу выпускников в промышленности. Обучение ведётся на английском языке. Обучение по программе MBA составляет 10 месяцев. 80 % доходов учебного заведения приходится на открытые и корпоративные программы для топ-менеджеров глобального бизнеса[76].
- Школа гостиничного менеджмента Лозанны — старейшая в мире, основана в 1893 году. Подготовка бакалавров длится 4 года. Обучение ведётся на английском и французском языках.
- Школа-ателье «Рудра»[фр.] была открыта Морисом Бежаром в 1992 году и является преемницей предыдущей школы хореографа — «Мудры[фр.]», существовавшей в Брюсселе в 1970—1988 годах. Сюда на конкурсной основе принимаются подростки в возрасте 16-19 лет, профессионально занимающиеся балетом. Обучение, длящееся два года, бесплатно для всех учащихся — вне зависимости от их национальности и гражданства.
- Бизнес-школа Лозанны (BSL) — частное высшее учебное заведение, основана в 1987 году. По данным аналитического центра Quacquarelli Symonds, в 2014/2015 году занимала 3 место среди соответствующих учебных заведений в Швейцарии и 28 место в Европе[77].

## СМИ
В Лозанне вещает местный телеканал La télé, а также женевские Radio télévision suisse и Télévision suisse romande. Выходят в эфир местные радиостанции LFM и Rouge FM.
Среди основных периодических печатных изданий: местные ежедневные газеты 24 heures, таблоид Le Matin (в Лозанне находится штаб-квартира газеты), деловая L'Agefi и еженедельный журнал L’Hebdo. Выходят местные выпуски национальных франкоязычных газет Le Temps,  Le Courrier, La Liberté, 20 минут.

## Медицина
Университетский госпитальный центр кантона Во (сокращённо CHUV) на 1428 коек является государственным медицинским учреждением, одной из пяти университетских клиник Швейцарии, наряду с больницами Берна, Цюриха, Базеля и Женевы. Расположена в больничном городке к северу от исторического центра. Учреждение насчитыват свыше 9 тысяч сотрудников. Включает 12 отделений, в том числе психиатрическое. При больнице действуют отделение Швейцарского института экспериментального исследования рака, ожоговый центр.
Открыты также детская больница, ортопедический госпиталь Западной Швейцарии и глазная больница имени Жюля Гонена.
Шесть частных клиник предлагают многопрофильное лечение, сочетающее терапию и хирургию: «Буа-Серф», входящая в крупнейшую швейцарскую сеть клиник Hirslanden, «Сесиль», «Ля Сурс», «Леманик», «Монтшуази», «Лонжере».
Клиника «Буа-Серф» (на 75 мест) специализируется на лечении острых заболеваний. Клиника «Сесиль» (на 97 мест) специализируется на абдоминальной и общей хирургии, сердечно-сосудистой и нейрохирургии. Помимо этого клиника проводит операции по пластической и реконструктивной хирургии. Действует центр искусственного оплодотворения. Клиника «Ля Сурс» (на 120 мест) специализируется на лапароскопии, также оказывает лечение острых заболеваний. «Монтшуази» (на 53 места) специализируется на общей хирургии и ортопедии, открыто отделение лазерной косметологии. Клиника «Лонжере» (на 15 мест) специализируется на реконструкцией конечностей.

## Спорт
В районе Види расположены стадионы «Хуан-Антонио Самаранча» и «Пьера де Кубертена», а также несколько бассейнов и футбольных полей, мест для игры в хоккей, баскетбол и пляжный волейбол. Вторая спортивная зона расположена на севере города, с рядом расположенными стадионами «Буа-Жантиль», «Марронье» и главной футбольной ареной — олимпийским стадионом «Олимпик де ля Понтез» (по названию одноимённого района города) на более чем 15 тысяч мест. В пригороде имеется поле для гольфа.
В Лозанне действует 330 местных спортивных обществ и клубов. Футбольный клуб «Лозанна» был основан в 1896 году. Клуб был семикратным чемпионом Швейцарии, играет в высшей лиге швейцарского футбола. Другими профессиональными видами спорта занимаются хоккейный клуб «Лозанна», основанный в 1922 году, бейсбольный «Индианс», клуб американского футбола LUCAF, баскетбольный Lausanne MB, клуб гимнастов Lausanne Amis-Gymnastes. Греблей в районе Види занимается клуб Lausanne-Sports Aviron, основанный в 1878 году, в районе Уши — клуб «Лозанна», основанный в 1916 году.
Лозаннский марафон, который проходит каждую осень, включает в себя не только классическую дистанцию в 42 195 м, но и множество дистанций для менее выносливых любителей бега, а также полумарафоны для инвалидов-колясочников и любителей роликовых коньков. Дистанция соревнования проходит вдоль Женевского озера до городка Тур-де-Пайльц, где марафонцы разворачиваются и через 21 километр финишируют в Лозанне. Забег «20 километров Лозанны» проводится при содействии Олимпийского комитета каждую весну. Бегуны стартуют в районе Види, пробегают по городским кварталам к собору Нотр-Дам (536 м над уровнем моря), а затем спускаются обратно к берегу озера, где финишируют на стадионе «Пьера де Кубертена» (375 м над уровнем моря). На олимпийском стадионе регулярно проходят профессиональные состязания по лёгкой атлетике «Атлетиссима».
В Лозанне проходили чемпионаты мира по футболу в 1954 году, по хоккею с шайбой в 1961 году, по бадминтону в 1995 году, по фигурному катанию в 1997 году, по спортивной гимнастике в 1997 году, чемпионаты Европы по фигурному катанию в 1992 и 2002 годах. Олимпийские игры в Лозанне никогда не проводились, но запланированы III зимние юношеские Олимпийские игры на 2020 год.

## Культура

### Музеи
В Лозанне действуют музей истории города, кантональный музей археологии и истории, музей изобразительных искусств, кантональный музей геологии, римский музей Види, музей изобретений, музей дизайна и современного прикладного искусства, музей примитивного искусства, музей монет, кантональный музей ботанических садов, музей компьютеров Боло политехнической школы.
- Музей изящных искусств — крупнейшая художественная коллекция города из 9 тысяч экспонатов, древнейшие из которых относятся к эпохе Древнего Египта. Крупное собрание произведений швейцарских мастеров XVIII—XIX вв. (включает редкие автопортреты Жана Юбера). Расположен во дворце Рюмина.
- Олимпийский музей был открыт в 1993 году. Насчитывает 10 тысяч экспонатов, показывающих историю развития олимпийского спорта.
- Елисейский музей посвящён фотографии. Собрание насчитывает свыше 100 тысяч экспонатов.
- Музей Эрмитаж содержит 600 экспонатов некогда частной коллекции на одной из вилл города, подаренной городу владельцами в 1976 году. В музее регулярно проходят выставки частных коллекций.
- Музей дизайна был открыт в 2000 году. Обладает собранием древнеегипетских и древнекитайских экспонатов, коллекцией современных изделий из стекла.
- Музей Арт-Брют, расположенный в замке Болье, посвящён произведениям искусства, созданных душевнобольными и преступниками — ар брюту. Коллекция была собрана французским художником Жаном Дюбюффе и подарена городу.
- Киноархив Швейцарии (с 1948 года), содержащий фото- и видеоматериалы, а также печатные СМИ.

Открыты зоосад и виварий, содержащий свыше 200 видов ящериц, скорпионов, тарантулов, крокодилов, черепах и других животных, а также самую большую коллекцию ядовитых змей в Европе. Среди регулярных мероприятий: весенний карнавал с 1996 года, международный фестиваль мультфильмов с 2005 года.

### Театры
В XVIII веке в городе было не менее 18 театров, однако постоянной театральной труппы в Лозанне не было, гастролирующие артисты приезжали из других городов Швейцарии и Европы. С открытием театрального сезона спектакли давались практически ежедневно (так, с 6 ноября 1782 года по 18 января 1783 года было дано 80 спектаклей, 46 из которых были оперными). С 1804 по 1859 год главной сценической площадкой города был Театр Комедии, на сцене которого давались оперные представления. В 1871 году на Театральном проспекте был открыт Казино-Театр. Известный также как «Зал Джоржетты», он был богато украшен в итальянском стиле. Во время реконструкции 1931 года, после которой театр открылся под названием Муниципальная Опера, в театре появилась оркестровая яма, а весь декор был заменён на новый, в стиле ар-деко. C 1984 года театр носит название Опера Лозанны.
Театр «Больё» был открыт 19 ноября 1954 года концертом Оркестра романской Швейцарии под управлением Эрнеста Ансерме. Здание, спроектированное архитектором Марселем Майяром, рассчитано на 1845 мест и до сих пор является крупнейшей театральной площадкой Швейцарии. Начиная с 1973 года в Лозанне проходит ежегодный балетный конкурс «Приз Лозанны», с 1975 года он проводится в здании этого театра.
Начиная с 1964 года на сцене «Больё» регулярно выступала балетная труппа Мориса Бежара «Балет XX века». В 1987 году она переехала из Брюсселя в Лозанну, заняв здание, расположенное по соседству с театром — в связи с чем поменяла своё название на «Балет Лозанны». С 1992 года здесь же действует бесплатная профессиональная школа танца «Рудра», названная Бежаром по имени одной из ипостасей индийского бога Шивы. После смерти хореографа в 2007 году труппу возглавил танцовщик Жиль Роман, школой управляет Мишель Гаскар.
Театр «Види́» разместился в здании, построенном в 1964 году по проекту цюрихского архитектора Макса Билля для выставки Expo. В этом театре работали Морис Бежар, Роберт Уилсон, Люк Бонди, Питер Брук, Резо Габриадзе, Кристиан Лупа, Джеймс Тьере, Хайнер Геббельс.

### Религия
В 2011 году в Лозанне от общего количества верующих насчитывалось 34 % католиков, 21 % протестантов, 7 % мусульман, 2 % православных.
К старейшим культовым сооружениям относятся кафедральный собор Нотр-Дам и церковь Св. Франциска, построенные в XIII веке. Относятся к реформатской церкви. Реформатская церковь Святого Лаврентия в неоклассическом стиле построена в 1762 году. В здании часто проходят органные концерты. С введением Реформации в 1536 году монастыри Лозанны были закрыты. По истечении четырёх веков в 1835 году была открыта первая католическая церковь Святой Богородицы Валентина. Всего в городе насчитывается 9 приходов реформатской церкви и 11 приходов католической епархии Лозанны, Женевы и Фрибурга.
Синагога, построенная в 1910 году на средства французского банкира. Мечеть была открыта в 2008 году и стала третьей по счёту после Цюриха и Женевы. Действуют приходы Сербской, Греческой и Румынской православных церквей. Русская православная церковь находится в пригороде Пюи.

## Архитектура

### Планировка и застройка
Лозанна делится на 17 районов, которые, в свою очередь, подразделяются на 81 квартал. В разное время в черту города вошло несколько деревень, в том числе Уши и Види. На 2007 год в городе насчитывалось 1303 улицы (вместе с площадями). Главная пешеходная улица — Бур, представляющая собой узкую улочку фешенебельных магазинов.
В Лозанне насчитывается 46 объектов культурного наследия национального значения, в числе которых — остатки римского поселения в районе Види, башня Бель-Эр, мост Шодерон, железнодорожный вокзал, парк Мон-Репо и другие. Старейшим архитектурным сооружением являются руины римской Лузонны у берега Женевского озера.
Старейший план города был опубликован водуазским художником Давидом Бютте в 1638 году. В 1642 году появился план города, близкий к плану Бютте, составленный швейцарским гравёром Маттеусом Мерианом Старшим. Регулярные градостроительные планы были приняты в 1897, 1911, 1942 годах и ныне действующий в 1996 году.
Необыкновенного размаха достигло строительство в период «Прекрасной эпохи» конца XIX — начала XX веков. Город продвигался к озеру и к востоку от площади Святого Франциска; развитие туризма и пароходства привело к появлению в некогда рыбацкой деревушке Уши роскошного отеля и судовых доков.
В 1886 году в местечке Монбенон по проекту водуазского архитектора Бенжамена Рекордона построен дворец правосудия в стиле французского ренессанса. В конце XIX века благодаря творчеству архитектора Франсиса Изоза в Лозанне появляется первый «небоскрёб» в неоготическом стиле — дом Мерсье, здания кантональных банков на площадях Святого Франциска и Шодерон, отель замок Уши. По проектам архитектора Эжена Йоста на площади Святого Франциска в 1900 году построен городской почтамт, установлены памятники Вильгельму Теллю, Александру Вине и майору Давелю. На первую половину XX века пришлось творчество архитектора Альфонса Лаверрьера, автора многочисленных работ в Лозанне, среди которых: мост Шодерон (построен в 1905 году), фасад железнодорожного вокзала Лозанны (1916 год), здание Верховного суда Швейцарии (1927 год), 16-этажная башня Бель-Эр (1931 год).

#### Старый город
Исторический центр расположен на севере города и включает холм Ситэ и расположенный под ним Нижний город, в свою очередь, состоящий из холмов Бур (IX век) и Сан-Лоран (XI век), кварталов Палю и Пон.
На Ситэ (относится к VI веку) размещается готический собор Нотр-Дам с химерами на крыше, который наряду с церковью Святого Франциска, является архитектурной доминантой Лозанны. Старый дворец епископов с башней Жакмар (XIV век) на Соборной площади служил резиденцией лозаннских епископов до 1431 года. С 1918 года в здании размещается городской исторический музей. Замок Сен-Мер в виде массивного кубического здания был построен на месте прежнего монастыря и служил резиденцией епископов в 1431—1536 годах. Он был построен в начале XV века. В конце XVIII века к замку были надстроены 2 этажа. Сейчас в здании располагаются органы управления кантона Во и городской исторический музей. У замка установлен памятник Жану Давелю — лидеру водуазского восстания против господства Берна в 1723 году. Здание академии, построенное в конце XVI века как школа богословия, сейчас служит местом размещения кантональной гимназии. Старая больница была построена в XVIII веке.
С западной стороны к Ситэ примыкает крупнейшая площадь старого города Рипон. Её появление на месте ущелья Лува в 1812—1840 годы было вызвано необходимостью в создании нового рынка, поскольку средневековая площадь Палю стала слишком мала для города, получившего статус кантональной столицы. В 1906 году на площади был построен дворец Рюмина в стиле флорентийского неоренессанса, в котором разместился университет. Здание возводилось на деньги, завещанные городу Габриэлем Рюминым. Автор — французский архитектор Гаспар Андре. Сейчас в здании располагаются пять городских музеев и библиотека.
Площадь Палю (относится к IX веку). Застроена домами XVIII—XIX вв. Посреди площади стоит цветной фонтан «Правосудие». Колонна со статуей в образе Фемиды были созданы невшательскими мастерами конца XVI века. У ног богини правосудия расположены подчиняющиеся ей папа, император, султан и магистрат. Старая ратуша с часовой башней в стиле ренессанса, украшенная аркадами и драконами, была построена в 1675 году на месте прежней. От площади к Нотр-Даму круто поднимается крытая Рыночная лестница, получившая название по находившемуся здесь средневековому рынку.
Площадь Святого Франциска, получившая название от одноимённой церкви, является центральной площадью города. До конца XIX века на месте площади стояли здания, снесённые для прокладки трамвайной линии. В 1900 году напротив церкви было возведено здание почты. Рядом стоит здание кантонального банка BCV. На площадь выходит фасад торговых галерей Сан-Франсуа. В районе Сан-Лоран стоит башня Аль высотою 21 метр, оставшаяся от средневековых укреплений города.

### Мосты
Старые арочные мосты в центре города расположены в долине реки Флон, которая сегодня протекает под землёй. Используются автомобилями и пешеходами.
Большой мост расположен в самом центре города. Связывает площади Святого Франциска и Бель-Эр. Построен из камня в 1844 году. Первоначально носил имя автора проекта Пишара. До 1874 года имел два уровня арок высотою 25 метров, под мостом протекала река Флон. Позднее благодаря своим размерам (длина 175 м, высота 13 м) получил название Большого моста.
Мост Шодерон расположен западнее Большого моста. Построен из железобетона в 1905 году. Имеет длину 250 метров. По сторонам моста установлены декоративные пилоны. Состоит из двух параллельных арочных конструкций с пролётом над ними. Светильники стилизованы под модерн.
Мост Бессьер расположен восточнее Большого моста. Построен из литой стали в 1910 году. Имеет длину 120 м, высоту 23 м. Назван в честь банкира мецената Шарля Бессьера. По сторонам моста установлены декоративные пилоны высотою 11 метров. В 2007 году в опоры моста был встроен нижний метромост линии М2 Сен-Мартин.

### Зелёные зоны
На холме Совабелен, рядом с исторический центром города, расположен дубовый лес с искусственным озером и парк Эрмитаж. Достопримечательностью парка является плакучий бук с извилистыми ветвями, который был высажен в середине XIX века.
Ландшафтный парк Мон-Репо, основанный в XIX веке, отнесён к памятникам федерального значения. В глубине парка стоит роскошная вилла в стиле ампир, в которой жил Вольтер. Миланский парк представляет собой эспланаду с липовыми аллеями, на окраине парка расположен кантональный ботанический сад, в котором произрастает свыше 6 тысяч растений. Назван в честь открытия тоннеля на город Милан в начале XX века. Парк Валенси был создан по проекту автора Ботанического сада А. Лаверрьера в 1939 году. Широкую эспланаду с аллеями в верхней части парка украшает фонтан со статуей жеребёнка. Парк Бурже, названный именем его основателя, орнитолога Луи Бурже, был открыт в 1920 году. По инициативе его автора в 1940 году в лесистом парке был создан птичий заповедник. У набережной Уши расположены парки Денанту, открытый для публики в 1929 году, и Олимпийский с его многочисленными скульптурами и фонтаном у входа в парк. По соседству с Олимпийским располагается Елисейский парк. Парк Дезер на западной окраине города украшает пруд в виде канала, который был создан в конце XVIII века отцом Б. Констана, вдохновлённого пребыванием в Голландии.
Эспланада Монбенон, представшая в законченном виде в 1984 году, расположена в центре города напротив одноимённого дворца правосудия с видом на озеро и горы. В летнее время здесь проводятся фестивали и концерты на открытом воздухе.
Променад Деррьер-Бур у площади Святого Франциска украшают арки из живой изгороди и вертикальный цветочный гобелен. Променад Мерсье, названный в честь мецената, насчитывает свыше 350 видов деревьев, среди которых и южноамериканские араукарии.
В Лозанне произрастает каштан конский, конский мясо-красный; платан, также платан восточный; клён остролистный, полевой, серебристый, явор; липа мелколистная, крупнолистная, Euchlora, серебристая, европейская, реже американская; кедр атласский, гималайский, ливанский; сосна обыкновенная, австрийская. Живые изгороди образованы кустами самшита, боярышника, кизила, калины, жимолости. Садоводческим центром Bourdonnette в цветниках города ежегодно высаживается 250 видов декоративных растений, 650 тысяч единиц рассады. В саду у площади генерала Гизана высаживается более 130 видов роз. За период XIX — начало XXI вв. в связи деятельностью человека на территории города исчезло 299 видов местной флоры.
В пределах города гнездится 88 видов птиц, шесть из которых занесены в Красную книгу. Голуби доставляют беспокойство городскому хозяйству из-за скопления помёта на зданиях и сооружениях. Для контроля популяции голубей в городе оборудованы три голубятни, где допускается кормление птиц.

### Кладбища
В черте города действуют кладбища Буа-де-Во (открыто в 1922 году) и Монтуа (открыто в 1972 году), расположенные на расстоянии 200 м друг от друга. Два других кладбища действуют в пригородах Монтерон и Вер-ше-ле-Блан.
Буа-де-Во считается одним из самых красивых кладбищ Швейцарии, располагается недалеко от Женевского озера. Крупнейшее кладбище Лозанны насчитывает около 26 тысяч захоронений. Оно было открыто после того, как на старых кладбищах в Саллазе и Понтезе в начале XX века не осталось свободных мест для захоронения. Власти выкупили землю под новое кладбище и объявили конкурс на его обустройство, в котором победил проект архитектора Альфонса Лаверрьера, вдохновлённого парижским кладбищем Пер-Лашез. Другими известными проектами автора — башня Бель-Эр, здание Федерального суда и фасад железнодорожного вокзала. Лаверрьер руководил устройством кладбища до 1951 года.
Буа-де-Во представляет собой парковую зону с водоёмами, липовой аллеей, кипарисами, рядами деревьев и кустарников, в которых обитают птицы и белки. На кладбище захоронены известные люди, в том числе основатель современного олимпийского движения Пьер де Кубертен и французский модельер Коко Шанель.
Первый крематорий в Лозанне был открыт в 1909 году в Монтуа, где продолжает действовать и поныне. В 2011 году 97 % умерших были кремированы и только 3 % преданы погребению.

## Город в живописи
Лозанне посвящено много работ пейзажной живописи, на которых город предстаёт в фокусе старинного Ситэ, окружённого сельской местностью, виноградниками, лесами и Женевским озером. Иногда город появляется на заднем плане. На картинах можно встретить деревенский ландшафт и нетронутую природу речных долин Флона и Лува.
В конце XVIII века писал картины английский акварелист Фрэнсис Таун (картина «Вид на Лозанну»), писатель-путешественник Сезар де Соссюр.
В XIX веке творили швейцарские художники Иоганн Людвиг Блейлер, Чарльз Генри Артур Херцог, Луи Альбер Гислен, Виктор Жан Батист Пети; французские художники Жан Батист Камиль Коро, Франсуа Бонне, литограф Огюст Виктор Деруа, картограф Наполеона Бакле д’Альб; английские художники Уильям Генри Бартлетт, Уильям Тёрнер, Ричард Генри Райт, Альберт Гудвин, Джон Доббин, Натаниэль Эверетт Грин; немецкие художники Фридрих Вильгельм Мориц, Франц Абреш, Карл Моргенталер; голландский художник Маттейс Марис, датская художница Генриетта Роннер-Книп. Литограф Жан Дюбуа в 1840 году опубликовал коллекцию под названием «Воспоминания о Лозанне».
Шарль Франсуа Вюллерме запечатлел в своих работах конца XIX века средневековые останки уходящего на его глазах города. В 1896 году художник опубликовал исторические заметки о городе, а в 1889 году альбом «Старая Лозанна». В начале XX века картины писал английский художник Чарльз Роуботам («Лозанна, Швейцария»).